# Jacek Bocian
Jacek Bocian, född den 15 september 1976 i Kalisz, är en polsk före detta friidrottare som tävlade i kortdistanslöpning.
Bocians främsta meriter har kommit som en del av polska stafettlag på 4 x 400 meter. Den största meriten är guldet vid VM 1999 då han tillsammans med Tomasz Czubak, Robert Mackowiak och Piotr Haczek ingick i laget. Ursprungligen slutade laget tvåa men då Antonio Pettigrew i USA var dopad blev Polen guldmedaljörer.

## Personligt rekord
- 400 meter - 45,99